# Stade Romeo-Menti
Pour les articles homonymes, voir stade Romeo-Menti (Castellammare).
Le stade Romeo-Menti est un stade de football de la ville de Vicence, en Vénétie, avec une capacité de 12 400 places assises. 

## Historique
Le stade a été construit en 1935. Il est l'un des trois stades italiens qui portent le nom de Romeo Menti, l'un des joueurs morts lors de la catastrophe aérienne de Superga en 1949. 
Le club résident est Vicenza Calcio, qui évolue pour la saison 2024-2025 en Serie C (D3).